# Campionati europei di 470 2000
I Campionati europei di 470 2000 si sono svolti a Malcesine, in Italia, dal 5 al 14 giugno 2000.

## Podi
| Evento        | Oro                                   | Argento                               | Bronzo                                      |
| 470 Open      | Francia Gildas Philippe Tanguy Cariou | Italia Matteo Ivaldi Francesco Ivaldi | Spagna Gustavo Martinez Tunte Cantero       |
| 470 Femminile | Grecia Sofia Bekatorou Emilia Tsoulfa | Danimarca Susanne Ward Michaela Ward  | Russia Vladilena Krachun Natalia Gaponovich |

## Medagliere
| Posiz. | Nazione   | Oro | Argento | Bronzo | Totale |
| ------ | --------- | --- | ------- | ------ | ------ |
| 1      | Francia   | 1   | 0       | 0      |        |
| 1      | Grecia    | 1   | 0       | 0      | 1      |
| 3      | Italia    | 0   | 1       | 0      | 1      |
| 3      | Danimarca | 0   | 1       | 0      | 1      |
| 5      | Russia    | 0   | 0       | 1      | 1      |
| 5      | Spagna    | 0   | 0       | 1      | 1      |
| Totale | Totale    | 2   | 2       | 2      | 6      |